# 송지 어란당집
송지 어란당집은 대한민국 전라남도 해남군 송지면에 있다. 2011년 7월 6일 해남군의 향토문화유산 제20호로 지정되었다.

## 개요
어란이라는 여인을 모신 사당으로 어란이라는 여인은 임진왜란시 일본군에 의해 포로로 붙잡혀 일본수장의 첩이 되었으며 명량대첩 승리에 결정적인 역할을 한 첩보를 전해준 것으로 전해진다.
임진왜란 직후 바다에서 자살하였으나 지역 주민이 시신을 수습하여 장례해 주었으며 사당을 만들어 매년 구정부터 대보름까지 제사를 지내고 있다.
송지의 어란당집은 기와지붕, 흙벽, 돌담으로 구성된 사당으로 바닷가 마을 고유의 전통적 기복신앙을 나타내고 있는 당집이다.
어란당제는 약 400년을 이어 온 어란마을의 고유한 풍속으로 음력 정월 초하루에 백중 산에 있는 당제를 지내며, 아직도 제사를 모실 제주를 선택, 금줄을 친 후 목욕재계 다음 15일간 제사를 모신다.
어란여인은 일제 강점기 해남군에서 순사를 지낸 “사와무라 하지만다로”의 유고집 외에는 국내 및 타 일본문헌에는 확인되지 않고 있어 향후 문헌조사를 통한 규명이 필요하다.